# Pelle Ström
Pelle Ström, egentligen Per Olof Ström,  född 3 maj 1913 i Nyköping, död 28 februari 2000 i Katarina församling i Stockholm, var en svensk sångare.
Ström var som tenor medlem i sångkvintetten The Bobbies 1937–1969. Han är begravd på Bromma kyrkogård.

## Filmografi
- 1943 – Aktören
- 1946 – Per Albin svarar – Välkomna till oss
- 1950 – Askungen
- 1955 – Flottans muntergökar